# Ларссон, Оса
Оса Елена Ларссон (швед. Åsa Elena Larsson; род. 28 июня 1966, Уппсала) — шведская писательница, автор серии книг о сыщике Ребекке Мартинссон. На данный момент переведены на русский язык и изданы пять романов: «Солнечная буря», «Кровь среди лета», «Чёрная тропа», «Пока пройдёт гнев твой», «Кровавая жертва Молоху».

## Биография
Будущая новеллистка родилась в Уппсале, но провела своё детство в Кируне. Внучка лыжника и олимпийского чемпиона Эрика Аугуста Ларссона. Окончила юридический факультет Уппсальского университета. Её первый роман «Солнечная буря» был издан в 2003 году, а сама автор получила награду Шведской ассоциации детективных писателей как лучшие дебютант года. По этому произведению был снят фильм шведского производства. Последующие её работы также удостаивались престижных премий и положительных отзывов критиков и читателей. На данный момент Ларссон проживает в Швеции.
Про себя Оса говорит:

«Может быть, я типичный ребёнок-одиночка. Когда я думаю о моем детстве, я вижу бледного ребёнка, который сидел в доме и писал, писал. За исключением лета у бабушки, когда я и мои двоюродные братья жили свободными и дикими на улице. Иногда я нуждаюсь в одиночестве. В то же время я слишком беспокоюсь о том, что люди думают обо мне. Писать книги лечит одиночество, беспокойство, и мою тоску по дому, по Кируне».